# Robert Combas
Pour la commune, voir Combas.
Robert Combas, né le 25 mai 1957 à Lyon, est un artiste contemporain, peintre, sculpteur et illustrateur. Il est l'initiateur, avec Hervé Di Rosa, du mouvement artistique de la figuration libre dont la première publication en 1979 de la revue Bato marque le premier jalon.
Chef de file de ce mouvement en Europe, il est aujourd'hui considéré comme l’un des artistes français contemporains les plus importants depuis les années 1980. Il est le seul artiste français à apparaître chaque année dans le classement Artprice des 500 artistes contemporains les plus cotés au monde.
Une grande rétrospective lui a été consacrée en 2012 au musée d'art contemporain de Lyon, et en 2016 au Grimaldi Forum de Monaco.
Il est aussi musicien et grand collectionneur d'enregistrements musicaux, notamment de vinyles.

## Biographie

### Enfance et formation
Robert Combas est né le 25 mai 1957 à Lyon. En 1961, il suit ses parents à Sète dans l'Hérault. Il y passe son enfance et son adolescence, dans une famille aux convictions communistes. Il est issu d'une famille de six enfants, il est le fils d'un père ouvrier et d'une mère agent d'entretien. Il arrête l'école à 17 ans. De 1975 à 1979, il étudie pendant cinq ans à l'École Supérieure des Beaux-Arts de Montpellier après avoir étudié aux Beaux-Arts de Sète pendant un an avec Éliane Beaupuy-Manciet.
Dès son entrée aux Beaux-Arts, Combas apporte une esthétique novatrice. Alors que l’art conceptuel domine la production artistique française, il prend le contre-pied de ce courant dominant et s’attache à redéfinir l’utilisation de l’espace, de la couleur et de la figuration. Partant du principe que « tout a, de toute façon, déjà été fait »[réf. nécessaire], Combas s’approprie les grands poncifs de l’art et ouvre ainsi de nouvelles possibilités dans la voie d'un retour à la figuration.
Dès 1977, Combas peint la série des Batailles, sujet complet et intemporel, puis poursuit, entre autres, avec ses appropriations de la figure de Mickey Mouse. Il crée ensuite le « Pop Art arabe ». Cette expression de son invention désigne des œuvres aux airs de publicités des pays « sous-développés », marquées de fausses écritures arabes. Son esthétique est à l’époque assez brute et influencée par tout ce qui occupe sa vie de jeune adulte : télévision, rock, BD, sexe…
Combas passe son diplôme des Beaux-Arts en 1979 à Saint-Étienne. Bernard Ceysson est membre du jury, il lui propose de participer, l'année suivante, à l'exposition « Après le classicisme » au musée d'art moderne et contemporain de Saint-Étienne.

### Naissance de la figuration libre
Robert Combas et Hervé Di Rosa sont originaires ou familiers de Sète. Dans cette ville, ils créent, en 1979, en compagnie de Catherine Brindel (Ketty), la revue Bato, « œuvre d'art assemblagiste et collective ».
Alors que Combas étudie aux Beaux-Arts de Montpellier (où enseignent Dominique Gauthier et Daniel Dezeuze), Di Rosa s'inscrit à l'École nationale supérieure des arts décoratifs de Paris. C'est là qu'il rencontre François Boisrond. Par l'intermédiaire du père de ce dernier, ils font la connaissance du critique d'art Bernard Lamarche-Vadel qui leur propose de participer à une exposition dans l'appartement qu'il doit quitter, intitulée « Finir en beauté », en 1981. À cette occasion, Lamarche-Vadel leur présente Rémi Blanchard, qu'il avait eu comme étudiant à l'école des beaux-arts de Quimper. Cette exposition, à laquelle participent également Jean-Charles Blais, Jean-Michel Alberola, Denis Laget et Catherine Viollet, constitue le véritable point de départ de la figuration libre.
L'expression « figuration libre » est trouvée, au cours de l'été de 1981, par l'artiste Ben qui a invité Combas et Di Rosa à exposer dans sa galerie de Nice (« 2 Sétois à Nice »). Ce mouvement regroupe quatre artistes « légitimes », Rémi Blanchard, François Boisrond, Robert Combas, Hervé Di Rosa et le solitaire, Ludovic Marchand.

L'exposition « 5/5, Figuration libre France/USA » organisée en 1984 par le musée d'art moderne de la ville de Paris donne une naissance officielle au mouvement tout en la confrontant à la génération des « graffitistes » new-yorkais (Jean-Michel Basquiat, Crash, Keith Haring, Kenny Scharf). Cette exposition permet de voir ce qui réunit, mais aussi ce qui distingue les peintres américains des français. Dans le catalogue de l'exposition, Otto Hahn tente de définir les affinités des deux groupes : 

« Mon intérêt pour les Américains, Jean-Michel Basquiat, Crash, Keith Haring, Kenny Scharf, et pour les Français Rémi Blanchard, François Boisrond, Robert Combas, Hervé Di Rosa, auxquels s'ajoutent les photographes Louis Jammes et Tseng Kwong Chi, ici regroupés sous le sigle de figuration libre, vient de la vitalité joyeuse qui se dégage de leurs travaux. Alors que la peinture déborde d'attitudes nobles et de sentiments tragiques, le "puérilisme" affiché des nouveaux venus donne le sentiment d'une libération »

#### L'esprit de la figuration libre
Cette nouvelle génération de peintres est animée par un enthousiasme et une désinvolture qui contrastent avec la sévérité des années 1970 (art minimal, art conceptuel, Nouveau réalisme, Arte povera, Supports/Surfaces, etc.). Cependant, à la différence de la transavangardia italienne et des néo-expressionnistes allemands, ces peintres ne se réfugient dans aucune nostalgie. Ils s'inscrivent sans honte ni culpabilité dans l'actualité de leur temps, avec un style coloré, graphique et simplifié inspiré de la bande dessinée, de la science-fiction, des dessins d'enfants et de la culture des banlieues.
Les artistes de la figuration libre restent cependant moins influencés par les graffitis que les Américains. Leur peinture fait davantage référence aux arts populaires : monstres et robots pour Di Rosa ; art brut et imagerie arabe et africaine pour Combas ; contes et légendes, cirque pour Blanchard ; publicité et objets industriels pour Boisrond.
Robert Combas est un artiste aujourd'hui faisant l'objet d'importantes rétrospectives ainsi que d'expositions institutionnelles. Le succès de Combas a connu des hauts et des bas, effectivement sa peinture est qualifiée de rock'n roll, ce qui peut être un atout comme un défaut. Robert Combas est artiste dans différents domaines comme la musique ce qui lui permet de développer son univers rock'n roll, mais ce n'est absolument pas son activité principale mais plutôt un passe temps. Malgré cela, Robert Combas se dit être un homme vieilli qui depuis trente ans ne s’arrête pas de travailler mais qui reste pessimiste pour l'avenir,. Selon certains experts, son art est qualifié de punk. Ses couleurs « criardes » à travers ses divers individus au style communicant et grimaçant ainsi que le style de ces œuvres réfèrent au punk, car il « laisse la peinture vivre » en la laissant faire son propre chemin dans ses œuvres.

### Famille
Robert Combas a un frère, son cadet Marc, qui est également peintre et dessinateur sous le pseudonyme de Topolino.

## Hommage
La commune du Touquet-Paris-Plage, qui a accueilli les œuvres de Robert Combas, lui rend hommage en apposant une plaque, avec la signature et les empreintes des mains de l'artiste, sur le sol du jardin des Arts.

## Œuvres (sélection)
- Le Phœnix Contemporain, 1989, acrylique sur toile, 212 × 172 cm, collection particulière[réf. nécessaire].
- Le Fakir, 1982, acrylique sur toile, 187 × 89 cm, musée d'art de Toulon.
- L'Archange, 2010, technique mixte sur toile, 244 × 136 cm[réf. nécessaire].
- et Robert au jardin du Paradis, acrylique sur toile, 212 × 251 cm, Paris, collection Laurent Strouk.
- Énergie sortant des oreilles de moi-même Double énergie oreillère avec Geneviève Bras traverseur émetteur. Et énergie oreillère affluent du Soleil au oreille par la chaleur printanière. Point., acrylique sur toile, 150 × 315 cm, Sélestat, collection Frac Alsace.
- Les Soldats terriens contre les montres de l'espace, 1983, acrylique sur toile, 1 × 2,4 m[réf. nécessaire].
- Les Musiciens, 1989, acrylique sur toile, 154 × 159 cm[11].
- La Fin en boucle, 2010, technique mixte sur toile, 2 × 2 m[réf. nécessaire].

## Expositions récentes (sélection)
- 2003 : « Peintures des années 80 », galerie Laurent Strouk, Paris, Cannes
- 2005 : « Mots d’oreille », Magazzini del Sale, Venise

- 2006 :
  - « Savoir Faire », Seoul Museum of Art, Séoul, Corée
  - « La Force de l'art », Grand Palais, Paris

- 2007 :
  - Kyongnam Museum of Art, Corée
  - Asiana Museum, Daejon, Corée
  - « Chemin de Croix », Combas-Kijno, hospice d’Hâvré, Tourcoing

- 2008 :
  - Gana Art Center, Corée du Sud
  - « Qu’es aco ? », fondation Vincent van Gogh, Arles
  - « Robert Combas. Le frimeur flamboyant », Maison européenne de la photographie, Paris

- 2009 :
  - « Freedom, Diversity ans oppression », Danubiana Meulensteen Art Museum, Bratislava, Slovaquie
  - « À la revoyure », espace Jacques Villéglé, Saint-Gratien (95)

- 2010 :
  - Fondation Mudima, Milan, Italie
  - Galerie Hélène Trintignan, Montpellier
  - « Sans filet, les Goulamas sont de retour », galerie Guy Pieters, Paris

- 2012 : Rétrospective « Greatest Hits » au musée d'art contemporain de Lyon[12].
- 2013 : « Pour la couleur c'est au premier étage », galerie Laurent Strouk, Paris
- 2015 : Palais du Tau, Reims
- été 2016 : Grimaldi Forum, Monte Carlo :  rétrospective des peintures de Combas des années 1980 et 1990 avec une centaine d’œuvres, organisée par le galeriste parisien Laurent Strouk
- 2016 : « La Fougue du Pinceau  », Musée du Touquet Paris Plage, Le Touquet
- 2016/2017 : « Les Combas de Lambert », Collection Lambert, Avignon
- 2017 : « Pas droit ! Meubles de circonstance, complètement déjantés », installation de Robert Combas dans le château du domaine départemental de Chamarande, avec une installation vidéo des Sans Pattes - Robert Combas & Lucas Mancione dans l'orangerie du domaine départemental de Chamarande, 1er juin - 1er octobre 2017
- 2019-2020 : La galerie Pierre-Alain Challier a invité « Robert Combas et Jean-Luc Parant » pour un dialogue inédit : Une exposition exceptionnelle, entièrement réalisée à 4 mains, « Entre quatre zieux ! »

## Publications
- Les Vieux Dégueulasses : ou, voici où en est la liberté d'expression, Lyon, éd. Musée l'organe, 2002.  (ISBN 2-914674-02-3) Publié à l'occasion de l'exposition à Lyon, à la galerie Metropolis, 13 juin-28 juillet 2002.
- Écrits d’œuvres, Paris, galerie Pictura, Éd. de Panama, 2005  (ISBN 2-7557-0041-6)
- Sacré Combas, Holy Combas, Art inprogress éditeur, Paris, 2006.
- Greatest Hits. Robert Combas, catalogue de l'exposition de Lyon, 2012. Sous-titré « On commence par le début, on finit par la fin » : Thierry Raspail, Richard Leydier, Michel Onfray, Jean William Thoury, Stéphane Davet, Hiroshi Egaitsu et Robert Combas, Somogy, 408 pages, 500 illustrations.
- Étincelles : entretien avec Robert Combas, réalisé par Loïc Bodin, Chantepie, les Éditions de juillet, coll. « Le chemin des ânes », 2016.  (ISBN 978-2-36510-034-2)
- Pas droit. Mobilier complètement déjanté ! Une collaboration avec Jean-Claude Maillard, Liénart Éditions - Conseil départemental de l'Essonne / Domaine départemental de Chamarande, 2017.  (ISBN 978-2-35906-219-9)
- La Vénus de sans tête, Vallon Pont d'Arc, Éditions d'art de la galerie du Bourdaric, 2021. Livre d'artiste comprenant 2 dessins originaux et des poèmes de Robert Combas. Tirage limité à 30 exemplaires signés.

### Filmographie
- Dans l'atelier de Robert Combas : septembre 1995, réalisé par Patricia Cartier-Millon, Paris, IO production, 49 min 16 s, 1999
- Combas, le tableau libre, réalisé par William Streik, Lille, Real productions : France 3 Sud, 52 min, 2002, éd., distrib., 2010